# Long bang motor
Een Long Bang motor is een in wegraces gebruikte motorfiets-motor met een aangepaste ontstekingsinterval.
Dit is nodig om bij hoge (+ 200 pk) vermogens de achterband de gelegenheid te geven zich na een arbeidsslag te herstellen. Bij de long bang-motor worden de vier arbeidsslagen van een viercilinder snel achter elkaar afgegeven, waarna er een korte periode niets gebeurt. In de praktijk betekent dit dat een achterband bij 150 km/uur binnen 20 cm de vier arbeidsslagen krijgt, waarna er 20 cm niets gebeurt. Bij een normale ontstekingsinterval zou de band elke 10 cm een arbeidsslag krijgen.